# Hälsporre
För andra betydelser, se Sporre (olika betydelser).

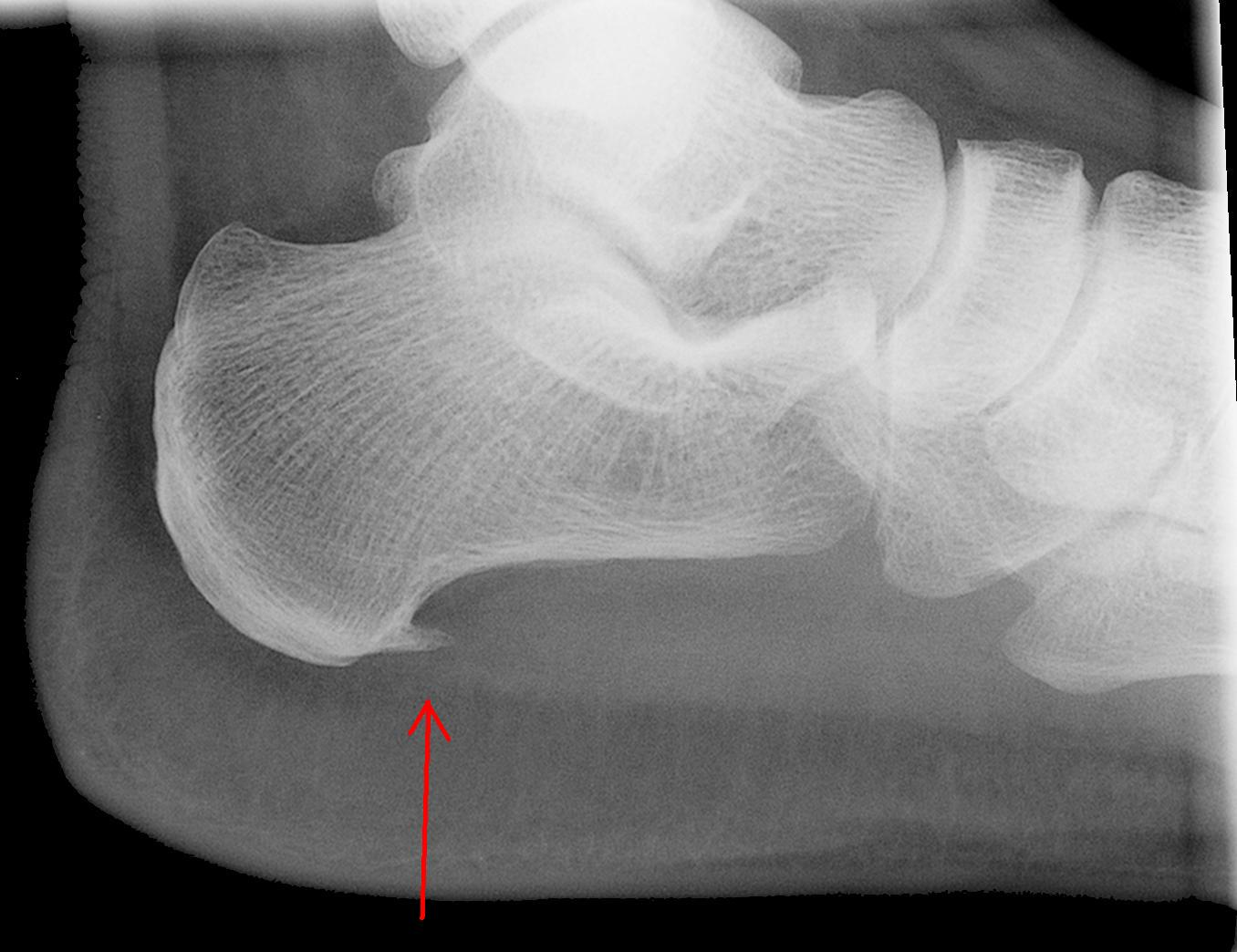
Hälsporre

Hälsporre eller kalkaneussporre är en liten kalkutväxt på hälbenet. Detta blandas ofta ihop med plantar fasciit eller plantar fasciopati. Det senare är ett smärttillstånd i plantarfascians fäste i calcaneus (hälbenet). Det rör sig alltså om två olika tillstånd. I denna artikel kommer endast benutväxten på hälbenet behandlas. Prevalensen ligger på mellan 11 och 21 procent.
Huruvida hälsporren är en orsak till plantar fasciit eller smärta under hälen är omdebatterat. Det har anförts att den inte är det eftersom hälsporre (kalkhorn) är vanligt förekommande även hos symtomfria personer. I en review från 2021 noterades att hälsporre är vanligare bland människor som har plantar fasciit, men det har inte gått att fastslå ett orsakssamband.

## Etiologi
Orsaken bakom kalkaneussporre är ett omdebatterat ämne. Flera teorier har föreslagits. Nedan följer några olika teorier:
- repetitiv stress/traktion
- del av normalt åldrande
- inflammation
- respons på repetitiv vertikalt riktad kraft
- teori om att vissa individer är mer benägna att utveckla benpålagringar.

### Repetitiv stress/traktion
Förespråkare för denna teori menar att upprepad belastning och drag i hälbenet via plantarfascian leder till upprepade inflammationer vilket leder till utväxt av sporre. Draget i plantarfascian ökar när det längsgående fotvalvet tappar höjd. Denna effekt accentueras då kroppsvikten ökar vilket leder till ytterligare drag i plantarfascians fäste i hälbenet. Detta anses stämma då hälsporre är vanligare vid övervikt.

### Del av normalt åldrande
Det har föreslagits att processen kan vara en del av naturligt åldrande, som innebär en generell förbening av ligament. Mot detta anförs kalkutfällningar i akillessenan, vilka har med traktionskrafter att göra. Men hälften av alla kalkaneussporrar ligger inte i själva plantarfascian eller i underfotens muskulatur, utan är omgivna av lös bindväv. Även när man opererat bort hälsporren föreligger en återfallsrisk på 31-50 procent inom nio månader, vilket antyder en annan orsaksmekanism.

### Inflammation
En del forskare framhåller att inflammation är en viktig del i bildandet av kalkaneussporre. Antingen sekundärt till en belastningsskada eller som en konsekvens av plantar fasciit. Det har föreslagits att inflammationsprocessen leder till bildandet av hälsporre. Det har visats att hälsporre förekommer hos 89 procent av alla med plantar fasciit, men bara hos 32 procent hos personer utan plantar fasciit, som matchats vad gäller ålder och kön. Undersökning med MR har dock bara påvisat inflammatorisk process i 8 procent av fallen. Histologiska analyser på kadaver och kirurgiska prover, har inte visat på samtidig inflammationsprocess.

### Respons på repetitiv vertikalt riktad kraft

Exempel på osteofyter som uppstår vid artros i fingerleder. Heberdens knutor vid de yttre fingerlederna och bouchards knutor leden längre in.

Hälbenet överför större delen av kraften från os talus till marken. Större studier som undersökt det trabekulära mönstret i hälsporren har visat att mönstret mestadels är vinkelrätt i förhållande till horisontella axeln på sporre, och den viktbärande ytan. Wolfs lag säger att bentillväxten är dynamisk och anpassar sig till belastningen som anläggs på benet, och det trabekulära mönstret man hittat i sporrar överensstämmer med en vertikalt riktad kraftvektor. Det fibrösa brosk som setts omge hälsporren tros ha samma funktion som denna vävnad har i viktbärande leder, att buffra kraften som överförs till de omgivande vävnaderna. På samma sätt som osteofyter bildas för att påverka belastningen på synovialleder, som drabbats av exempelvis artros, kan kalkaneussporren vara en anpassning för att skydda hälbenet mot mikrofrakturer.

### Teori om att vissa är mera benägna att utveckla benpålagaringar
Vissa individer är mer benägna att utveckla benutväxter som respons på mekanisk stress. Detta skulle kunna förklara varför vissa individer utvecklar en sporre medan andra inte gör det, trots exponering för liknande belastning.

## Hälsporre och hälsmärta

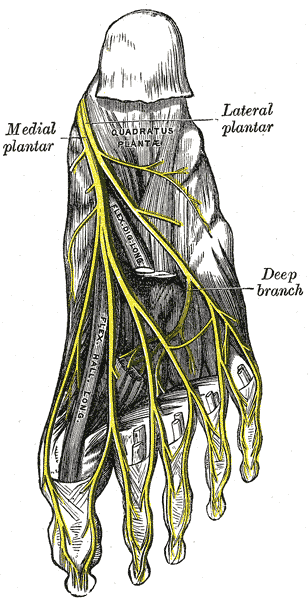
Baxters nerv är den första förgrening av nervus lateralis plantaris. Den svänger in framför hälbenet.

Det finns olika teorier när det gäller hälsporrens roll vid hälsmärta. Ett flertal mekanismer har föreslagits, exempelvis att hälsporren kan minska hälkuddens elasticitet och att den kan påverka nervus calcaneus inferior (baxters nerv). I en review från 2018 menade man att det saknas evidens för att hälsporren i sig orsakar smärta. Inte heller spelade formen och storleken på sporren roll.  

## Relation till olika sjukdomar
Förekomst av hälsporre är också vanligare vid olika sjukdomar som exempelvis:
- ankyloserande pelvospondylit
- reumatoid artrit
- gikt
- reaktiv artrit.[3]

## Kroppsvikt
Hög kroppsvikt anses vara en kausal faktor bakom bildandet av hälsporre. 45 procent av militära rekryter med obesitas hade hälsporre, jämfört med 9 procent utan obesitas. Detta stöds av teorin om att hälsporre utvecklas på grund av repetitivt vertikalt riktad kraft mot foten. Denna kraft påverkas av en förändrad gångstil hos människor med obesitas.

## Åtgärder
Stretch av musculus soleues/gastrocnemius har haft effekt på smärta.  Stötvågsbehandling mot hälen har också visat på effekt på smärtan. Om icke operativa insatser inte fungerar har kirurgi kunnat visa på bra effekt.